# دالي إس. فيشر
دالي إس. فيشر (بالإنجليزية: Dale S. Fischer)‏ هي قاضية ومحامية أمريكية، ولدت في 17 أكتوبر 1951 في أورانج ‏ في الولايات المتحدة.